# Killing Floor 2
Killing Floor 2 — відеогра, кооперативний шутер від першої особи в жанрі survival horror, розроблений компанією Tripwire Interactive. Є продовженням гри Killing Floor. Анонс гри відбувся 8 травня 2014 року. Гра була заснована на рушієві Unreal Engine 3. Вихід відбувся 21 квітня 2015 року в Steam в програмі раннього доступу. Гра буде підтримувати Steam Workshop. На конференції PlayStation Experience 2014 стало відомо, що Killing Floor 2 вийде на PlayStation 4.

## Ігровий процес

### Survival
Шестеро осіб (максимальне число гравців) виявляються закинуті на карту, щоб знищити мутантів і їхнього боса. Вони повинні витримати певну кількість хвиль ворогів (4, 7 або 10), після яких з'являється один з босів. Гравці відбиваються від хвиль мутантів-клонів. Кожна наступна хвиля включає збільшену кількість звичайних і появу особливих супротивників. Після закінчення хвилі гравці біжать до Торговця (англ. Trader) в магазин, в якому здійснюється купівля різного озброєння і екіпіровки. Вбиваючи ворогів, гравці отримують гроші, а також накопичують досвід, переходячи на наступні рівні своїх перків. Що більше гравців у команді, то більше супротивників нападає на них і тим вони сильніші. Матч закінчується тоді, коли гравці знищують боса гри, який йде після всіх хвиль. Одиночна гра відрізняється від багатокористувацької лише тим, що в ній гравець один відбивається від хвиль ворогів.
На даний момент випущено 16 офіційних карт:
- 2015: Biotics Lab, Burning Paris, Outpost, Volter Manor, Catacombs, Evacuation Point, Black Forest, Farmhouse
- 2016: Prison, Containment Station, Hostile Ground, Infernal Realm, Zed Landing
- 2017: The Descent, Nuked, The Tragic Kingdom, Nightmare

### Versus Survival
Режим Versus Survival схожий з режимом Survival, за однією відмінністю: у ньому беруть участь дві команди (до 6 гравців у кожній). Одна команда грає за вцілілих людей, як і в Survival, друга контролює мутантів. Кількість хвиль завжди складає 4. Після одного раунду команди міняються місцями. Виграє та команда, що набрала більше очок (які даються за виживання протягом хвиль і перемогу над босом, відраховуються за смерті людей і шкоду від боса). Контрольовані гравцями мутанти сильніші і здібніші за їхні еквіваленти, контрольовані комп'ютером.

## Відгуки
| Агрегатор  | Оцінка | Оцінка | Оцінка |
| Агрегатор  | PC     | PS4    | XONE   |
| ---------- | ------ | ------ | ------ |
| Metacritic | 75/100 | 75/100 | 80/100 |

| Видання        | Оцінка | Оцінка  | Оцінка |
| Видання        | PC     | PS4     | XONE   |
| -------------- | ------ | ------- | ------ |
| Destructoid    | 9/10   |         |        |
| Game Informer  |        | 7.75/10 |        |
| GameRevolution |        | [ 9 ]   |        |
| GameSpot       |        | 8/10    |        |
| IGN            |        | 8/10    |        |
| PC Gamer (США) | 81/100 |         |        |

Гра отримала переважно позитивні відгуки критиків. Середній бал Metacritic на основі багатьох рецензій — 76 з 100 для версії на PlayStation 4 і 76 для РС-версії, оцінка гравців там же — 8,3 з 10.
Рецензент Ігроманії зазначив, що Killing Floor 2 хоч і «відчувається як модифікація для гри, яка крутіша і масштабніша», але «якщо вас не бентежить перспектива кілька годин знищувати мутантів, то нова гра залишить позитивні враження».